# Asir (province)
Pour la région historique, voir Asir.
L'Asir (arabe : منطقة عسير Minṭaqah ʿAssir) est une province d'Arabie saoudite, frontalière du Yémen et du Rub al-Khali.
La région sud est surtout composée de montagnes côtières. La vie de montagne (jusqu'à 3000 m) présente certains traits communs avec le voisin yéménite. 
La capitale provinciale est Abha.
Parmi les sites d'intérêt touristique : le Parc National d'Asir, le village de falaise de Habala (avec ses hommes-fleurs).
La région d'Asir (ou 'Asariah) ne correspond pas exactement à la province actuelle.
Le climat relativement doux et varié permet l'agriculture et l'élevage.
L'Asir est la région que Kamal Salibi considère comme la terre d'origine des Israélites, mais cette théorie défendue dans "La Bible est née en Arabie" est largement remise en cause notamment par les archéologues.
La population juive ancienne semble en avoir été expulsée, au VIIe siècle, sur décret du calife Umar al-Khattab.
Au début du XXe siècle, les Idrisides d'Asir ont revendiqué leur indépendance, avec le soutien italien : Asir. 
L'annexion au Royaume d'Arabie saoudite date de 1934. Depuis 1934, l'Asir est souvent revendiqué par le Yémen. 

## Géographie

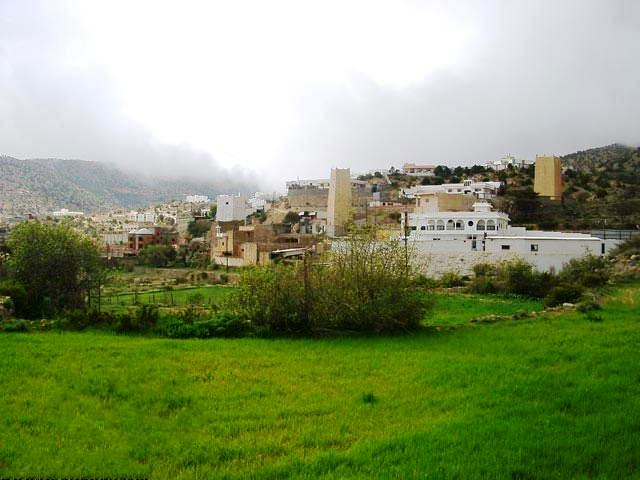
Al-Namas dans la province du Asir.

L'Asir est située sur un haut plateau, qui reçoit plus de pluie que le reste du pays, et possède les sommets les plus élevés du pays, au Jebel Sawdah près d’Abha, à près de 3 000 m.
La moyenne annuelle des précipitations dans les hautes terres se situe probablement à 300 à 500 mm, en deux saisons des pluies, en mars et avril surtout, et un peu en été. 
Les températures connaissent des variations extrêmes, dans la même journée, du froid glacial du matin, dans un épais brouillard, sans aucune visibilité, jusqu’à 30 °C en après-midi.
La végétation y est donc plus abondante que dans les autres provinces. Les zones de crêtes exposées sont très sèches. Les zones abritées hébergent des forêts denses de conifères. Les nombreux agriculteurs cultivent principalement du blé et des fruits. L'irrigation a considérablement augmenté la production dans les temps modernes. La province de l'Asir n'est pas que composée de terres fertiles ou de hauts plateaux, et environ 45 % de la superficie de la province est aride, ou désertique, surtout au nord, et à l'Est du territoire, ou commence le désert du Roub al-Khali.    

## Ethnographie
La population appartient presque entièrement à des tribus anciennes originaires de la région : Qahtan, Moawiah almahlaf wa Bal-Garn, Elyan, Khatha'm, Rijal Alma, Rijal Al-Hadjar, Amro, Chéhir, Shahran, Bal-Asmar, Bal-Ahmar, ainsi que d'une grande confédération de tribus appelées les 'Asir (ou Asaryah), d’où vient le nom de la région. Avant de rallier l'islam, tous ces peuples ont été les adeptes du judaïsme ou de l'une de ses premières variantes, le "christianisme".
La religion est principalement musulmane sunnite de rite chaféite et hanbalite. 25%, et des Musulmans Sunnites Chaféïtes, et Kharidjites. L'Islam Sunnite Wahhabite pratiqué dans le reste de l'Arabie Saoudite y est restreint et minoritaire.    
Les habitants parlent un groupe conservateur de dialectes arabes. La plupart des tribus de 'Asir sont divisés en trois sous-parties, selon leur localisation géographique. Les tribus des hautes terres centrales sont appelées Sarat, les tribus de la plaine côtière de l'Ouest sont appelés Tihama, et les tribus de la région orientale du désert 'Asir sont appelés Badiyah. Ainsi, de nombreuses tribus sont divisées en éléments Sarat, Tihama, et Badiyah. Traditionnellement, les habitants de l'Asir se considèrent plus proches du Yémen que du royaume d'Arabie Saoudite. L'Arabe dialectal parlé est plus proche du Yemen, et la population, contrairement au reste de l'Arabie Saoudite, n'aime pas trop afficher des richesses ostentatoires, et travaille modestement, surtout de l'agriculture. Les habitants y sont surtout pauvres. Les étrangers sont difficilement tolérés, et les femmes doivent porter le voile. Si les habitants sont très conservateurs au niveau de la religion, l'interprétation du Coran est cependant plus libérale dans la région, et les femmes travaillent aux champs avec des hommes, par exemple. 
Les lois tribales et les coutumes sont encore extrêmement fortes pour les peuples de cette région.
La culture de la région a beaucoup de points communs avec le Yémen voisin : style architectural adapté aux pluies occasionnelles abondantes 
La région a été beaucoup moins touchée par le boom pétrolier que le reste de l'Arabie saoudite, et le développement urbain moderne des villes est très limité, excepté à Abha, à 2200 m d'altitude, lieu de villégiature pour de nombreux Saoudiens pendant les étés très chauds.

## Histoire moderne pré-saoudienne
Quand le premier État saoudien émerge au XVIIIe siècle, les villes de l'Asir sont régies par des clans locaux d'une manière similaire à celle du Nejd, tandis que les grandes confédérations tribales maintiennent un degré élevé d'autonomie. L'Asir fait allégeance au premier état saoudi en 1801 sous la direction de la «Asiri chef Muhammad Abu Nogta du clan Mughayd.
Quand ce premier état est écrasé par les Égyptiens en 1818, les ‘Asiris continuent de combattre les forces égyptiennes. Avec le retrait des Égyptiens en 1840, la dynastie des Al Ayedh, également de Mughayd, prend le contrôle des hauts plateaux d’Asir. Les Al Ayedh, généralement, s’allient aux Saoudis (qui ont rétabli leur dynastie en 1824), mais sans officiellement entrer sous leur autorité. Les Al Ayedh essaient  d’étendre leur pouvoir sur les basses terres, la Tihama (aujourd'hui dans la province de Jizan), et les Turcs ottomans se sentant provoqués, essaient d’occuper les hautes terres. Ils gagnent, exécutent le chef d'Al Ayedh en 1872, et établissent un mutasarrifiyya (un sous-gouvernorat) à Abha, rattaché au vilayet du Yémen. Leur autorité se limite en fait aux forts isolés, où leurs troupes tiennent garnison.
Vers 1906, Sayyid Muhammad ibn Ali al-Idrisi, un descendant d'Ahmad Ibn Idris, commence à établir son contrôle politique sur l'Asir. Après des négociations avec l'Italie, qui a des intérêts à proximité, en Somalie, les forces Idrisi de Sayyid Muhammad entrent en conflit ouvert avec les forces ottomanes à Abha. Les Idrisi sont vaincus en 1911 par les forces hachémites sous les ordres de Hussein ibn Ali, chérif de La Mecque, encore fidèle aux Ottomans. Mais le vent tourne lorsque Sayyid Muhammad conclut une alliance militaire secrète avec la Grande-Bretagne (alors en guerre avec les Ottomans) en 1915. Ensuite, Sharif Hussein change de camp, et rejoint les Britanniques pour s’opposer aux Ottomans.
Après la fin de la Première Guerre mondiale, Sayyid Muhammad devient gouverneur d'un État souverain reconnu internationalement, l'émirat Idrisi de l’Asir, jusqu'à sa mort en 1920. Le territoire de l'émirat s’étend d'Abha au nord jusqu’à Hudaydah au sud. Les successeurs de Sayyid Muhammad sont toutefois incapables de résister à la montée en puissance d'Abd Al-Aziz Ibn Saoud, qui a commencé l'annexion de l'Asir et des régions voisines après la mort de Sayyid Muhammad, et dont l’intervention initiale a pour prétexte la médiation entre les Al Ayedh d’Asir et les Idrisi. Les Saoudiens prennent le contrôle de la capitale régionale Abha en 1920, et intègrent le reste de l’Asir en 1923. Plus tard, Ibn Saoud réussit à repousser une réclamation pour la région de la part de l'imam zaydite du Yémen voisin, en 1934.

## Villes
Les agglomérations de la région sont desservies par les routes 10, 15, 211, 214, 225, 250, 255 :
- du nord au sud, selon les vallées :
  - oued Bishah : Al Junaynah, Qal'at Bishah, Ghurayrah, Khamis Mushait (routes 10, 15, 225), Ahad Rifaydah, Usran, Haraja
  - Al Olayyah, An Numas, Tanumah, Dirs, Bani, Suq al Sabt, Abha (routes 10, 15), Usran, Haraja, Zahran (Al-Janub)
  - oued Tathlith : Tathlith, Ash Subaykhah, Al Madha, (Al Gharrah), Hamdah
  - Athfalah, Khawsh, Mukaylah, Muhayl (209/211/214), Al Aydah